# Kostel svatého Matouše (Jedlová)
Kostel svatého Matouše je římskokatolický filiální kostel v Jedlové. Je chráněn jako kulturní památka České republiky.

## Historie
První zmínka o dřevěném kostele je z roku 1636. Jedlová byla původně přifařena k Uhřínovu a později k Solnici, protože byla součástí solnického panství, na rozdíl od půlhodiny vzdáleného Deštného, které bylo součástí panství rychnovského. K Deštnému byla Jedlová přifařena až v roce 1723. Současný kostel byl zbudován v letech 1737–1741 a byl vysvěcen karmelitánským převorem Františkem Martinem. V roce 1833 po úderu blesku vyhořel, obnoven byl v roce 1835. Za první republiky se dočkal nové střechy a byl ve výborném stavu.
Před 2. světovou válkou sloužil místním německým obyvatelům, Jedlová měla tehdy 650 obyvatel. Po odsunu byl kostel i okolní hřbitov poničen, od roku 1958 uzavřen, ponechán svému osudu a chátral až do roku 1993, kdy byl zařazen mezi nemovité kulturní památky a byla zahájena jeho oprava.
V letech 2015–2019 bylo opraveno schodiště na kůr a věž. Do oken věže byly instalovány dřevěné žaluzie. V roce 2020 byla položena nová podlaha.

## Architektura
Barokní jednolodní kostel.

## Interiér
Uvnitř kostela je umístěn prostý dřevěný kříž a vytvořen kamenný pult. K sezení slouží několik jednoduchých lavic. Byly zde instalovány historické fotografie Jedlové i okolních vesnic.

## Okolí kostela
Za kostelem jsou patrné zbytky sakristií. Je zde umístěn hřbitov a přes cestu je malá kaplička. Na hřbitově je hrob zdejšího kronikáře a básníka Hieronyma Brinkeho.
Z okolí kostela je krásná vyhlídka na okolní vrchy Orlických hor.

## Bohoslužby
Kostel slouží diecéznímu centru života mládeže Vesmír. Bohoslužby se konají celoročně (nepravidelně). Kostel je volně přístupný.

## Galerie

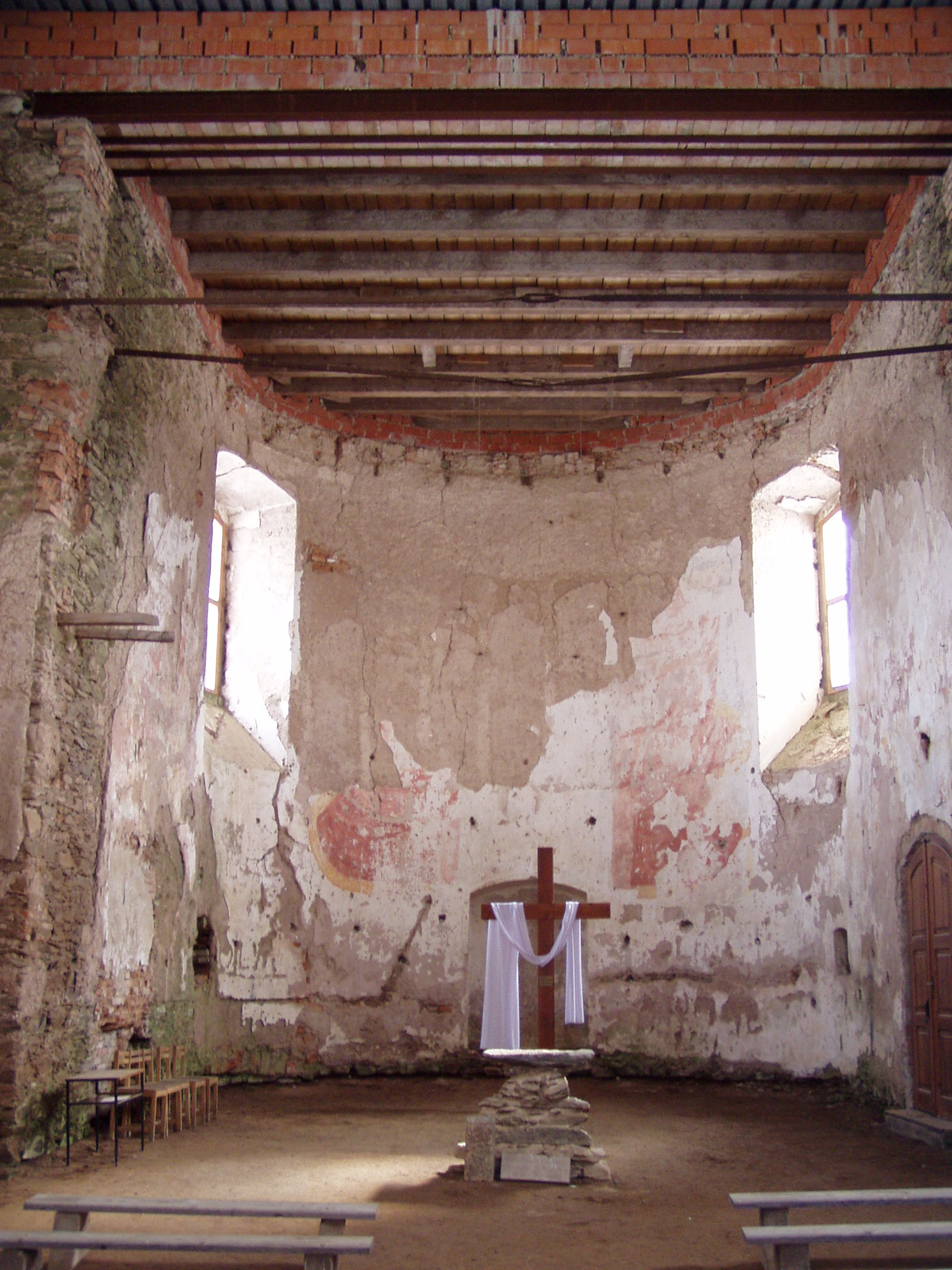
Interiér
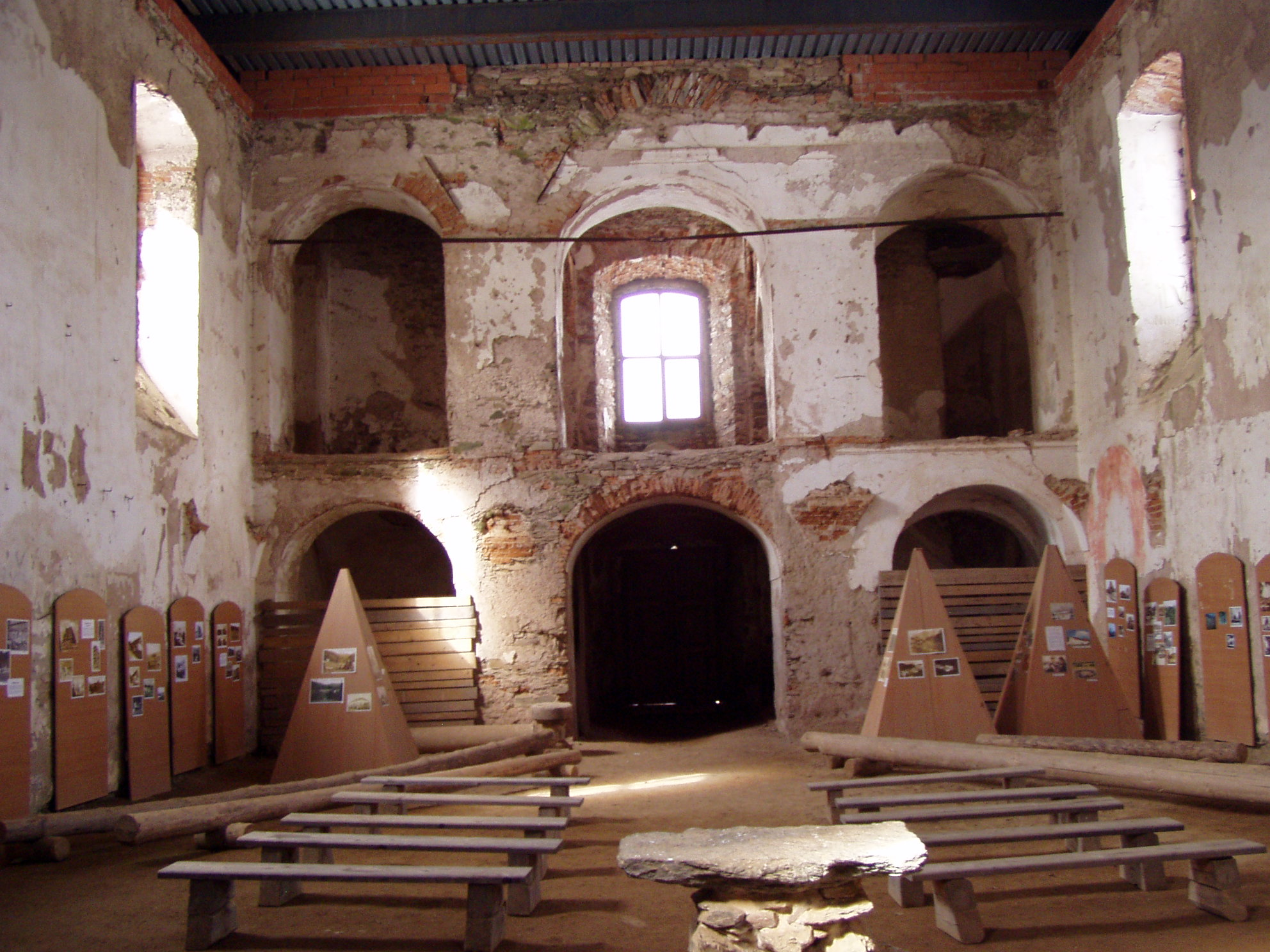
Interiér
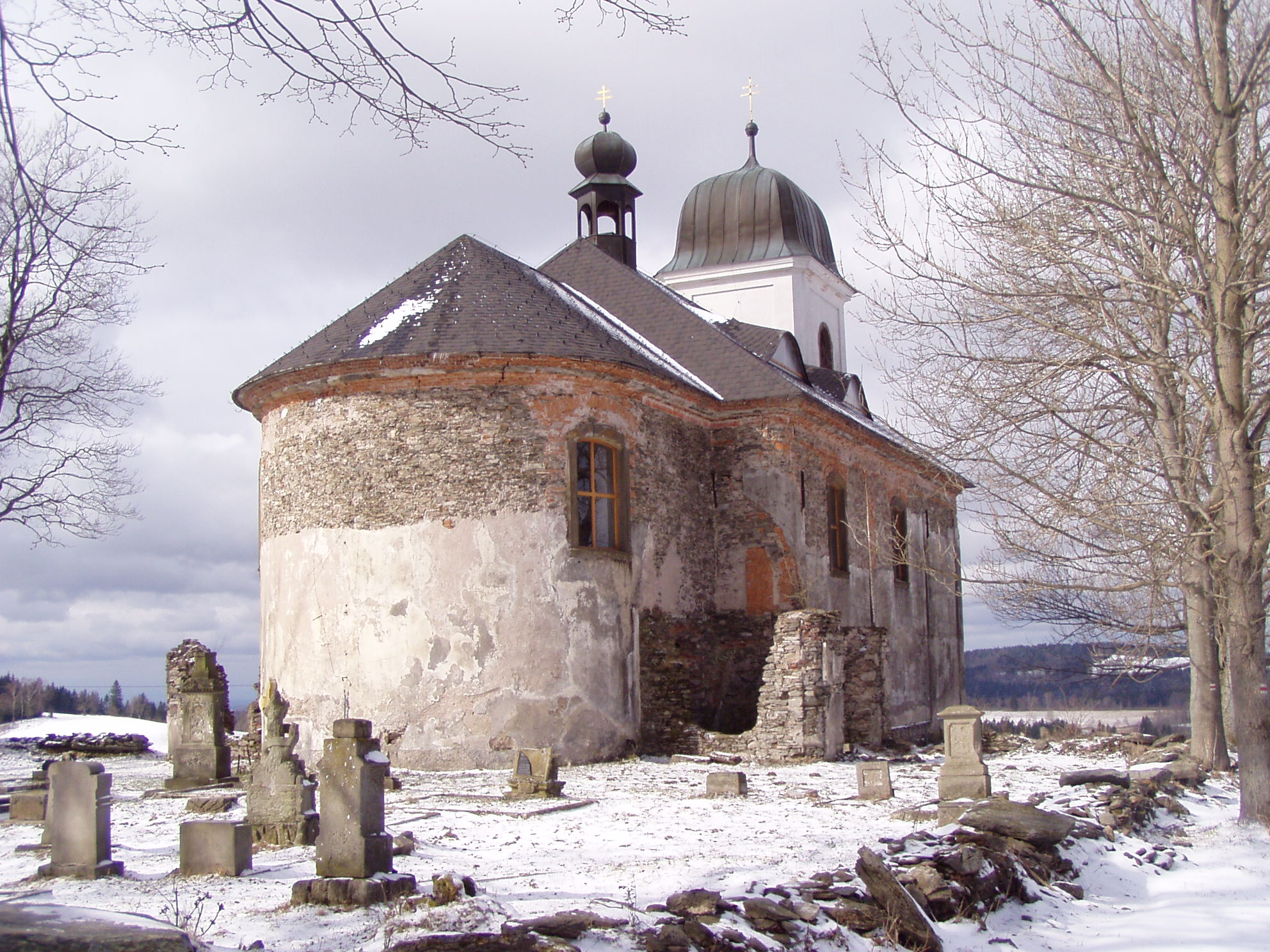
Kostel a hřbitov
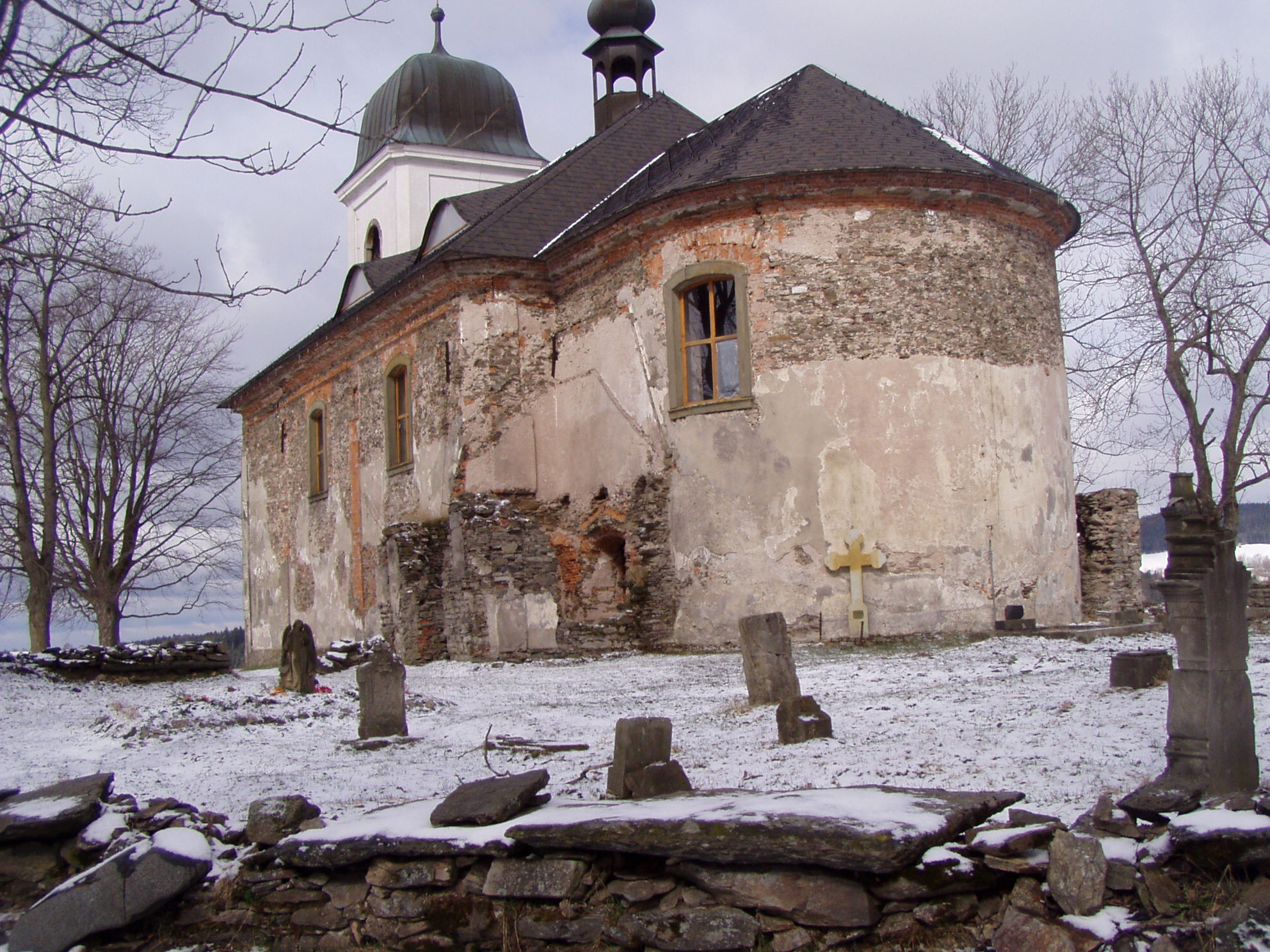
Kostel a hřbitov
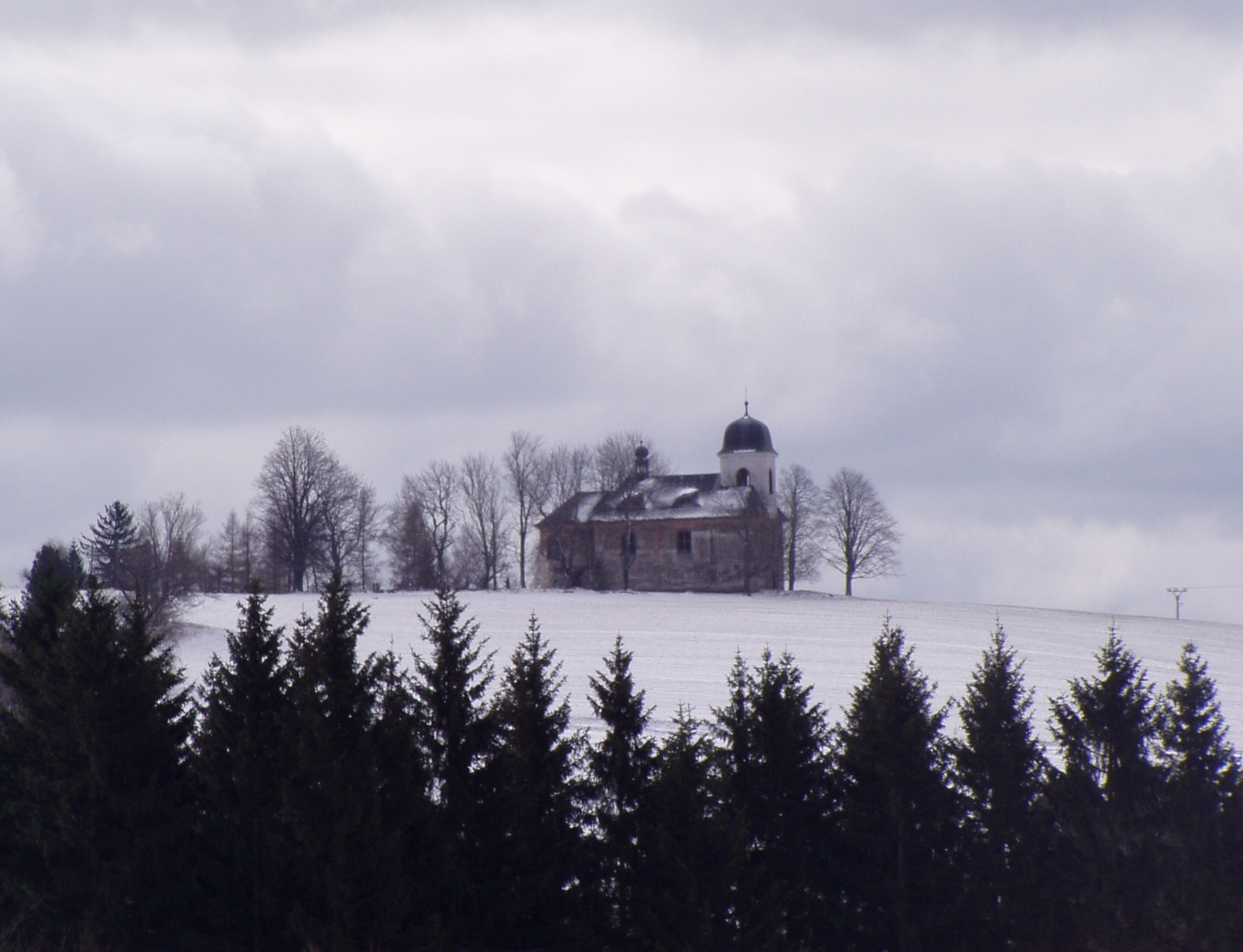
Kostel v zimě
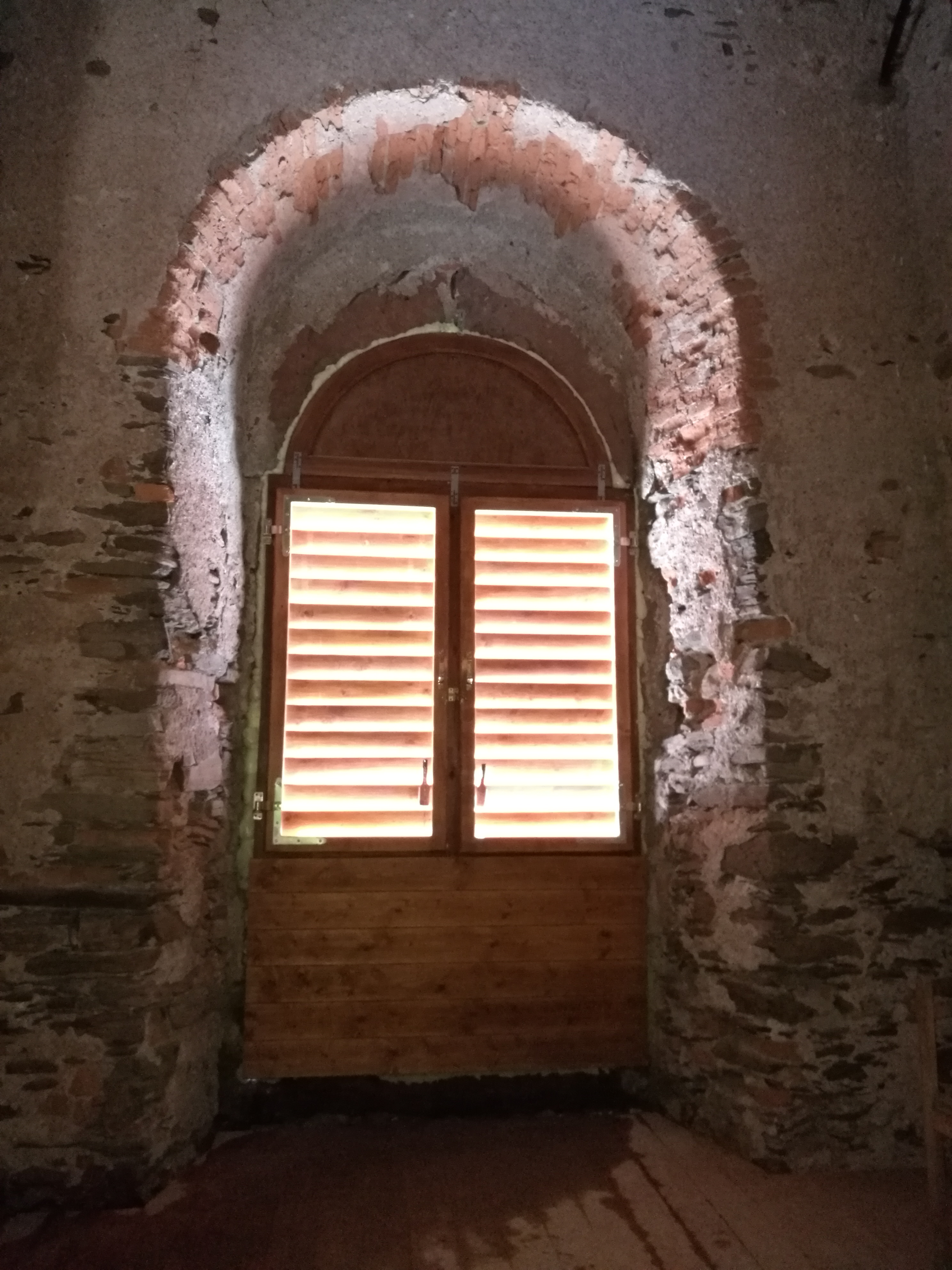
Okno ve věži
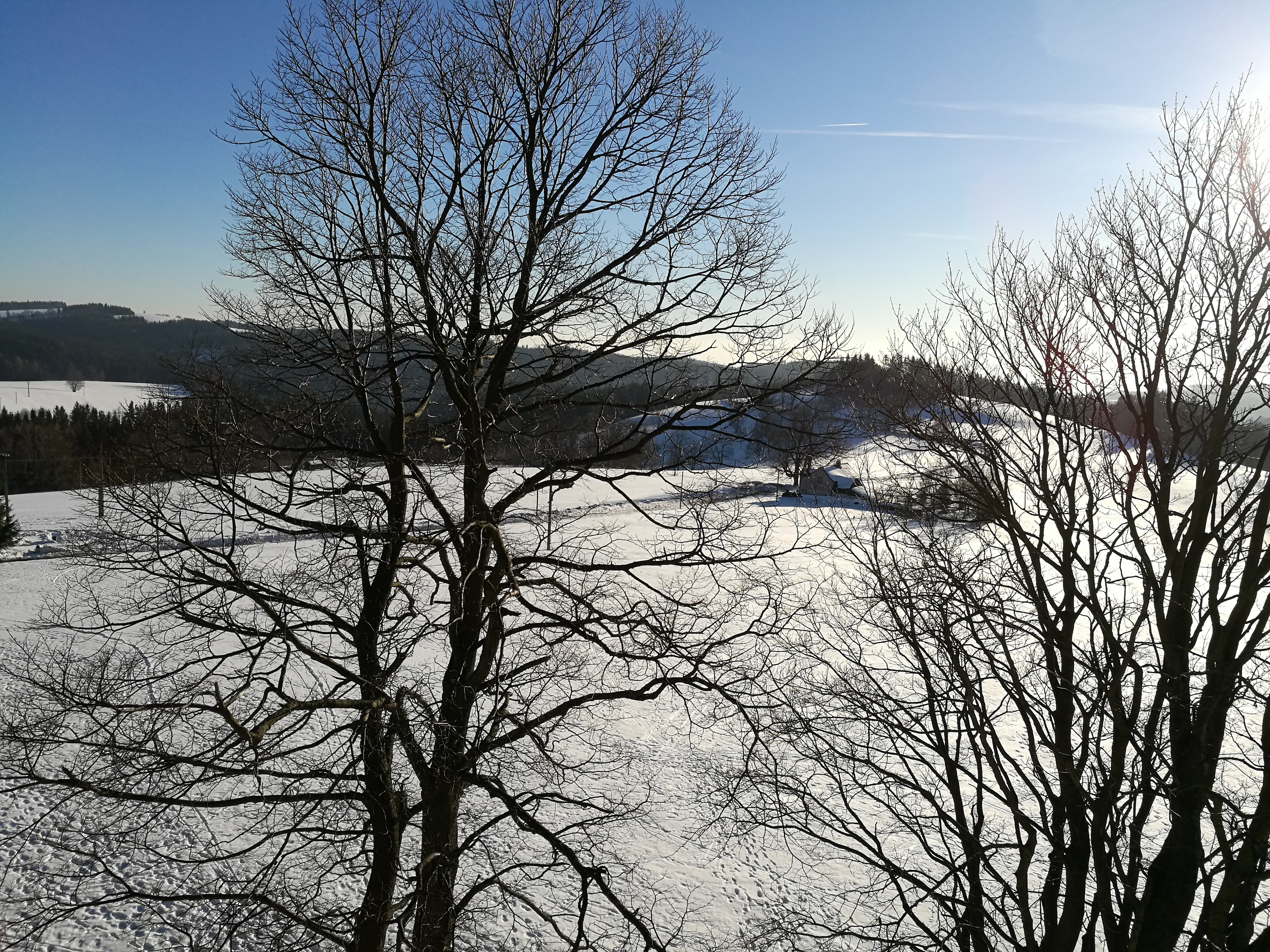
Pohled z věže kostela